# Tartarus (geslacht)
Tartarus is een geslacht van spinnen uit de  familie van de Stiphidiidae.

## Soorten
- Tartarus mullamullangensis Gray, 1973
- Tartarus murdochensis Gray, 1992
- Tartarus nurinensis Gray, 1992
- Tartarus thampannensis Gray, 1992